# Lev Șor
Lev Șor (în rusă Лев Шор; n. 10 octombrie 1935, Căprești, România) este un fost fotbalist sovietic moldovean, care a jucat pe postul de mijlocaș.  

## Biografie
S-a născut în colonia evreiască Căprești (acum în raionul Florești, Republica Moldova) din județul Soroca, Basarabia, (România interbelică). În timpul celui de-al doilea război mondial, și-a pierdut tatăl pe front, iar el și restul familiei sale au fost evacuați în adâncul Rusiei. După sfârșitul războiului s-a întors în Moldova.
A început să joace la echipa Dinamo Chișinău. Deja în 1954 a participat cu Dinamo la campionatul RSS Moldovenști. Mai târziu a intrat la Institutul Agricol din Chișinău și în 1955 a început să joace pentru echipa acesteia (KSHI), în acel sezon a câștigat medalii de argint în campionatul republicii și Cupa RSS Moldovenești.
În 1956 a fost invitat la echipa principală a republicii – „Burevestnik” Chișinău (redenumită mai târziu în „Moldova”, în prezent FC Zimbru). Meciul său de debut în prima ligă sovietică a fost jucat la 7 mai 1956 la Moscova împotriva echipei Torpedo, în care echipa de la Chișinău a obținut victoria de 4:1.
În anii 1959-1960 a jucat în Grupa „B” pentru Lokomotiv Bender și Vierul Chișinău. Din 1961, a decis să-și încheie cariera profesională și s-a angajat la uzina de tractoare din Chișinău, ulterior, a început să joace pentru echipa uzinei în campionatul republicii. În 1964 a câștigat medalii de argint la campionatul RSSM, iar în 1965 și 1967 a devenit deținătorul Cupei Republicii, a participat la meciurile Cupei URSS printre colective sportive.
La sfârșitul carierei sale sportive, a lucrat la întreprinderea „Moldavhidromaș” și a fost și antrenor de fotbal pentru copii. În 1991 a emigrat în Israel.